# 48801 Penninger
48801 Penninger è un asteroide della fascia principale. Scoperto nel 1997, presenta un'orbita caratterizzata da un semiasse maggiore pari a 2,7920458 UA e da un'eccentricità di 0,2255552, inclinata di 7,80549° rispetto all'eclittica.